# Elemi (film)
Az Elemi (eredeti címe: Elemental) 2023-as amerikai számítógépes animációs, romantikus filmvígjáték, amelyet Peter Sohn rendezett.
A történet egy antropomorf természeti elemek által lakott világban játszódik, és a tűzelem Lumen Parázs és a vízelem Örvény történetét követi, akik találkoznak és egymásba szeretnek, miután Örvényt egy vízvezetékszerelő-baleset miatt megidézik egy kisboltban, amelynek tulajdonosa Parázs bigott apja, Kelvin. Miközben nem érhetnek egymáshoz, meg kell védeniük identitásukat az erős férfiakkal és nőkkel, valamint saját családjukkal szemben, miközben megpróbálják működésre bírni kapcsolatukat.
A filmet először 76. Cannes-i Filmfesztiválon mutatták be 2023. május 27-én. Az Egyesült Államokban 2023. június 16-án a Walt Disney Studios Pictures, míg Magyarországon egy nappal korábban, 2023. június 15-én a Fórum Hungary forgalmazásában mutatták be a mozikban.

## Cselekmény
A Disney és a Pixar Elemi című filmje egy teljesen új, eredeti film, amely Elemetropoliszban játszódik, ahol a tűz, a víz, a föld és a levegő lakói együtt élnek. A történet bemutatja Parázst, egy kemény, gyors észjárású és tüzes fiatal nőt, akinek barátsága egy Örvény nevű vidám, szelíd, jóindulatú sráccal megkérdőjelezi a világgal kapcsolatos hiedelmeit.

## Szereplők
| Szereplő     | Eredeti hang         | Magyar hang         | Leírás |
| ------------ | -------------------- | ------------------- | --- |
| Lumen Parázs | Leah Lewis           | Laudon Andrea       | Kemény, gyors észjárású tűzelem, aki imád a családja kisboltjában dolgozni Tűzvárosban, de nehezen tudja kordában tartani robbanékony vérmérsékletét. Ha vízhez érne, kialudna, ezért esernyőt tart magánál, hogy megvédje magát |
| Örvény       | Mamoudou Athie       | Kádár-Szabó Bence   | Vidám, nyálas vízelem, aki saját döntéseket hoz, és ellenőrként dolgozik, aki Element Cityben él. |
| Lumen Kelvin | Ronnie Del Carmen    | Kőszegi Ákos        | Parázs apja, Szénia férje és a Tűzvárosban található családi kisbolt tulajdonosa, aki azt tervezi, hogy nyugdíjba vonul, hogy lánya vezethesse a kisboltot.                                                                      |
| Lumen Szénia | Shila Ommi           | Timkó Eszter        | Parázs anyja és Kelvin felesége, aki szintén bizalmatlan a vizes elemekkel szemben. |
| Göröngy      | Mason Wertheimer     | Kovács András Bátor | Fiatal, utcai földelem és Lumenék szomszédja, aki belezúgott Parázsba. |
| Orkán        | Wendi McLendon-Covey | Náray Erika         | Levegő elem nagy személyiséggel és Örvény munkáltatója |
| Csermely     | Catherine O’Hara     | Kovács Nóra         | Örvény és Ivó édesanyja és Fodor nővére, aki nagyon barátságosan fogadja Parázst egy luxus apartmanházban. |
| Fodor        | Ronobir Lahiri       | Kassai Károly       | Csermely bátyja, Örvény és Ivó nagybátyja. |
| Flarrietta   | Wilma Bonet          | Halász Aranka       | |
| Áfrány       | Joe Pera             | Faragó András       | A Városházán dolgozó, nagyra nőtt földi elem bürokra. |
| Ivó          | Matt Yang King       | Borbély Richárd     | Wade és Lake testvére és Eddy férje. |
| Lutz         | Matt Yang King       | Geri Tamás          | Lelkes airball játékos, aki a Windbreakers csapatában játszik a Cyclone Stadiumban |
| Flerián      | Jonathan Adams       | Bolla Róbert        | |

### Magyar változat
- Magyar szöveg: Blahut Viktor
- Hangmérnök: Bogdán Gergő
- Vágó: Kránitz Bence
- Gyártásvezető: Bogdán Anikó
- Szinkronrendező: Máhr Rita
- Produkciós vezető: Dobay Brigitta

A szinkront az SDI Media Hungary készítette el.

## A film készítése
Peter Sohn, aki korábban Dínó tesó című játékfilmet és a Kissé felhős című rövidfilmet rendezte, a koncepciót a Pixarnak vetette fel az Elemi című film fejlesztéséhez, amely azon az ötleten alapult, hogy a tűz és a víz valaha is összekapcsolódhat-e. Sohn szerint a film ötletét az 1970-es évekbeli New York-i bevándorlók fiaként szerzett tapasztalatai is inspirálták. Így nyilatkozott: „a szüleim az 1970-es évek elején vándoroltak el Koreából, és egy nyüzsgő élelmiszerboltot építettek Bronxban”. Azt is kijelentette: „sok család közé tartoztunk, akik reményekkel és álmokkal egy új földre merészkedtek – mindannyian egy nagy salátástálba keveredtünk a kultúrák, nyelvek és gyönyörű kis városrészek között”.
A The Hollywood Reporternek adott interjújában Sohn elmondta, hogy a film hétéves fejlesztési időszaka az filmhez szorosan kötődik a családjával való kapcsolatához. Azt is kijelentette: „ez a film arról szól, hogy köszönetet mondj a szüleidnek és megértsd az áldozataikat. A szüleim mindketten elhunytak a forgatás alatt. Szóval, ez hatalmas érzelmi töltetű, és még mindig sok mindent feldolgozok.”